# Omar Colley
Omar Colley, född 24 oktober 1992 i Banjul, är en gambisk fotbollsspelare som spelar för Beşiktaş JK i den turkiska ligan Süper lig. 
Colley har tidigare representerat två lag i Gambias högsta liga, GFA League First Division. Inför säsongen 2013 skrev han på för finländska KuPS. I augusti 2014 lämnade han KuPS i finska högstaligan och skrev på ett treårskontrakt med svenska laget Djurgårdens IF, med start från januari 2015.
Efter cirka en och en halv säsong i Djurgården med 5 mål på 44 ligamatcher och en och en halv säsong kvar på kontraktet lämnade Colley i augusti 2016 för KRC Genk i den belgiska högstadivisionen.
Omar Colley debuterade i Gambias landslag år 2013 mot Mauretanien.